# Sir Gawain și Cavalerul Verde (film)
Sir Gawain și Cavalerul Verde (în engleză Gawain and the Green Knight) este un film fantastic istoric din 1973 regizat de Stephen Weeks după o lucrare omonimă anonimă din secolul al XIV-lea, dar bazat și pe Yvain, the Knight of the Lion de Chrétien de Troyes și pe povestea lui Sir Gareth din Le Morte d'Arthur de Thomas Malory. În rolurile principale au interpretat actorii Murray Head ca Gawain, Nigel Green și Robert Hardy. Nigel Green joacă pentru ultima dată rolul Cavalerului Verde.
A fost  distribuit de United Artists. Coloana sonoră a fost compusă de Ron Goodwin[*]. 
Weeks a refăcut filmul în 1984 ca Legenda cavalerului cu Miles O'Keeffe și Sean Connery în rolul lui Gawain și, respectiv, al Cavalerului Verde.

## Rezumat
Misteriosul Cavaler Verde apare în fața curții Regelui Arthur de Anul Nou și cere capul lui Sir Gawain drept premiu într-un joc bizar. Având un an la dispoziție, Gawain pornește în căutarea Cavalerului pentru o revanșă.

## Distribuție
Au interpretat actorii:

Murray Head[*] (Gawain[*])
Nigel Green[*] (Green Knight[*])
Robert Hardy[*] (Sir Bertilak)
Ciaran Madden[*] (Linet)
Anthony Sharp[*] (King)
David Leland[*] (Humphrey)
Murray Melvin[*] (Seneschal)
Ronald Lacey[*] (Oswald)
Ian Richardson[*]
Geoffrey Bayldon[*] (Wiseman)
Robert Rietti[*]
Peter Copley[*] (Pilgrim)
Tony Steedman[*] (Fortinbras)
Willoughby Goddard[*] (Knight)
George Merritt[*] (Old Knight)
Richard Hurndall[*] (Bearded Man)  .